# Файлд (футбольный клуб)
Футбольный клуб «Файлд» (англ. Association Football Club Fylde, английское произношение: [ˈfaɪld]) — английский профессиональный футбольный клуб из Уэшама, боро Файлд, графство Ланкашир. Был образован в 1988 году под названием «Керкем энд Уэшам» (Kirkham & Wesham) после слияния клубов «Керкем Таун» и «Уэшам». В 2008 году клуб изменил название на «Файлд» после выигрыша Вазы Футбольной ассоциации. Выиграв в 2019 году Трофей Футбольной ассоциации, «Файлд» стал первым и пока единственным в истории победителем Вазы и Трофея ФА.
Домашним стадионом клуба является «Милл Фарм» в Уэшеме.
В настоящее время выступает в Национальной лиге, пятом по значимости дивизионе в системе футбольных лиг Англии.

## История
Клуб был образован в 1988 году после слияния футбольных команд «Керкем Таун» и «Уэшам», взяв себе имя, объединившее обе команды: «Керкем энд Уэшам» (Kirkham & Wesham). Эти команды ранее выступали лиге Западного Ланкашира после Первой мировой войны. «Керкем энд Уэшам» занял место «Керкем Таун» в Первом дивизионе Лиги Западного Ланкашира. В сезоне 1989/90 команда заняла последнее место и выбыла во Второй дивизион лиги, где провела последующие три года. В сезоне 1992/93 команда заняла третье место и вернулась в Первый дивизион своей региональной лиги, но в сезоне 1994/95 вновь выбыла во Второй дивизион. В следующем сезоне «Керкем энд Уэшам» занял второе место во Втором дивизионе, проиграв только два матча, и вернулся в Первый дивизион Лиги Западного Ланкашира.
В 1998 году Лига Западного Ланкашира была реорганизована, а её Первый дивизион переименован в Премьер-дивизион. В сезонах 1997/98 и 1998/99 «Керкем энд Уэшам» занимал в этом дивизионе 4-е место. Затем начался период доминирования клуба в Премьер-дивизионе, когда «Файлд» становился чемпионом в семи из восьми сезонах с 1999/2000 по 2006/07 (единственным исключением стал сезон 2002/03, когда «Керкем энд Уэшам» стал вторым). С января 2003 по октябрь 2004 года (21 месяц) клуб не проиграл ни одного матча во всех турнирах. Эта серия завершилась после поражения от «Далтон Юнайтед» в октябре 2013 года. В апреле 2006 года «Керкем энд Уэшам» в третий раз подряд выиграл Любительский суперкубок Ланкашира (Lancashire Amateur Shield). Клуб также выиграл Кубок северных графств (Northern Counties Cup) в сезонах 2004/05, 2005/06 и 2006/07.

### Лига северо-западных графств
После чемпионства в Лиге Западного Ланкашира в сезоне 2006/07 «Керкем энд Уэшам» был приглашён во Второй дивизион Лиги северо-западных графств. В июле 2007 года на ежегодном общем собрании акционеров клуба был презентован 15-летний стратегический план, согласно которому ставилась цель выйти в Национальную конференцию (5-й уровень лиг) к 2017 году и в Футбольную лигу (4-й уровень лиг) к 2022-му году. Свой первый матч в Лиге северо-западных графств «Керкем энд Уэшам» провёл 11 августа 2007 года, дома разгромив «Дарвен» со счётом 5:0. За игрой наблюдал 101 болельщик. Через неделю, 18 августа 2007 года «Керкем энд Уэшам» провёл первый в своей истории домашний матч под светом прожекторов, в котором обыграл «Холкер Олд Бойз». В мае 2008 года «Керкем энд Уэшам» выиграл Вазу ФА в первый же сезон своего участия в этом турнире, обыграв в финальном матче на «Уэмбли» клуб «Лоустофт Таун» со счётом 2:1. За матчем наблюдали 19 537 зрителей. За эту победу «Керкем энд Уэстем» получил денежный приз в размере £20 000. Также в этом сезоне клуб выиграл лигу (Второй дивизион Лиги северо-западных графств), обеспечив себе выход в Премьер-дивизион.
Перед началом сезона 2008/09 клуб сменил название на «Файлд» (A.F.C. Fylde). По итогам сезона 2008/09 «Файлд» выиграл Премьер-дивизион и вышел в Северную Премьер-лигу.

### Северная Премьер-лига
В сезоне 2009/10 «Файлд» занял 13-е место в Первом северном дивизионе Северной Премьер-лиги. В сезоне 2010/11 клуб финишировал уже на 5-м месте, квалифицировавшись в плей-офф и проиграв в его финале клубу «Чорли».
В сезоне 2011/12 «Файлд» стал чемпионом Первого северного дивизиона Северной Премьер-лиги, набрав 99 очков в 42 играх, и вышел в Премьер-дивизион.
В сезоне 2012/13 клуб занял 5-е место в Премьер-дивизионе Северной Премьер-лиги и квалифицировался в плей-офф, но в его полуфинале проиграл в серии послематчевых пенальти клубу «Хенсфорд Таун». В сезоне 2013/14 клуб выиграл Переходящий трофей Футбольной ассоциации Ланкашира (Lancashire FA Challenge Trophy), Переходящий трофей Северной Премьер-лиги, а также вышел в Северную Конференцию, выиграв в плей-офф своей лиги.

### Национальная лига
В сезоне 2014/15 «Файлд» занял 2-е место в Северной Конференции, набрав 85 очков, и вышел в плей-офф, в котором проиграл «Гайзли» в полуфинале. В сезоне 2015/16 турнир был переименован в Национальную лигу (Север), в котором «Файлд» занял 3-е место, вновь вышел в плей-офф, обыграв в полуфинале «Харрогит Таун» и уступив в финале клубу «Норт Ферриби Юнайтед».
В сезоне 2016/17 «Файлд» стал чемпионом Северного дивизиона Национальной лиги, завоевав прямую путёвку в Национальную лигу (5-й дивизион в системе футбольных лиг Англии). В сезоне 2017/18 «Файлд» добрался до второго раунда Кубка Англии, обыграв в первом раунде «Киддерминстер Харриерс» со счётом 4:2.

## Стадион
С 2006 по 2016 годы клуб проводил свои домашние матчи на стадионе «Келламерг Парк» в Уортоне, а до этого играл на «Коронейшн Роуд» в Керкеме. В 2005 году клуб приобрёл земельный участок в Келламерге и начал строительство стадиона, вложив в это 150 000 фунтов. Новый стадион был официально открыт 5 августа 2006 года.
В сентябре 2013 года клуб объявил о планах по переезду на новый стадион, расположенный в спортивном комплексе «Милл Фарм Спортс Виллидж». В спорткомплекс, помимо 6-тысячного стадиона, вошли торговый центр, супермаркет, отель, ресторан, заправочная станция, тренировочные поля. Городской совет Файлда одобрил планы по развитию спорткомплекса летом 2014 года. 13 августа 2016 года произошло официальное открытие стадиона на первом матче «Файлда» в Национальной лиге (Север) против «Брэкли Таун».

## Достижения
- Трофей Футбольной ассоциации
  - Победитель: 2018/19
- Национальная лига
  - Чемпион Северной Национальной лиги: 2016/17
- Северная Премьер-лига
  - Чемпион Первого северного дивизиона Северной Премьер-лиги: 2011/12
  - Обладатель Переходящего кубка: 2013/14
  - Обладатель Президентского кубка: 2013/14
- Лига северо-западных графств
  - Чемпион Премьер-дивизиона Лиги северо-западных графств: 2008/09
- Ваза Футбольной ассоциации
  - Победитель: 2007/08
- Лига Западного Ланкашира
  - Чемпион Премьер-дивизиона (7): 1999/2000, 2000/01, 2001/02, 2003/04, 2004/05, 2005/06, 2006/07
- Переходящий трофей Ланкаширской футбольной ассоциации
  - Обладатель трофея (3): 2010/11, 2012/13, 2013/14
- Северный межграфский кубок
  - Победитель (3): 2004/05, 2005/06, 2006/07[16]
- Любительский суперкубок Ланкашира
  - Победитель: 2000/01, 2003/04, 2004/05, 2005/06[4]
- Кубок Ричардсона
  - Победитель (5): 1998/99, 1999/2000, 2000/01, 2004/05, 2005/06[1][17]
- Президентский кубок
  - Победитель: 1995/96[16]
- Кубок Хьюстона
  - Победитель: 2005/06[16]

## Рекорды
- Лучший результат в Кубке Англии: третий раунд, 2019/20[11]
- Лучший результат в Трофее ФА: победа, 2018/19
- Лучший результат в Вазе ФА: победа, 2007/08
- Лучшая посещаемость домашнего матча: 3858 зрителей (против «Чорли», 26 декабря 2016)
- Самая крупная победа: 8:1, против «Оксфорд Сити», Северная Конференция, 6 сентября 2014[18]